# Calvin Valentine
Calvin Valentine, es un personaje ficticio de la serie de televisión Hollyoaks, interpretado por el actor Ricky Whittle del 17 de junio del 2006 hasta el 21 de mayo del 2010. Ricky regresó a la serie brevemente como un fantasma el 16 de febrero del 2011.

## Historia
Calvin vivía con su madre y sus hermanos y tuvo que convertirse en el "hombre de la casa" después de que su padre Leo los abandonara en 1993, cuando aún eran pequeños. Sin saberlo, su padre había tenido una ventura con Valerie Holden, con quien había tenido dos hijos: Danny y Lauren Valentine.

## Biografía
En el 2006 Calvin llegó a Hollyoaks con su madre Diane y sus hermanos menores Sonny y Sasha Valentine. Durante su primer día de trabajo como oficial de policía descubre que su madre Diane había muerto luego de ser atropellada, y el culpable se había dado a la fuga. A pesar de estar destrozado, Calvin tuvo que ser fuerte por sus hermanos.